# ガサ (ブータン)
ガサは、ブータン北西部、ガサ県の庁舎（ガサ・ゾン）がある町。標高、2,761 m。2013年の調査では、人口は548人 。
首都ティンプーから直線距離で50 km、道路では133 km、車で4時間16分。ガサ温泉がある
。
年平均気温は2℃。最も暖かい5月はマイナス5〜13℃。寒い2月はマイナス7〜5℃。年間降水量は1,010 mm。雨は5〜9月によく降る。